# Благај (Доњи Вакуф)
Благај је насељено мјесто у општини Доњи Вакуф у Босни и Херцеговини, које административно припада Федерацији Босне и Херцеговине.

## Становништво
По попису становништва из 1991. у Благају је живјело 289 становника, сви су били српске националности. Насеље је углавном порушено 1995. године од стране припадника Армије БиХ. Данас је насељен муслиманимa. По попису становништва из 2013. Благај има 54 становника.